# ФК „Тополите“
ФК „Тополите“ е български футболен отбор от село Тополи. От сезон 2009-2010 г. се състезава се във Североизточната В група. Цветовете на отбора са зелено и бяло.